# Architects' Journal
Architects' Journal è una rivista di architettura settimanale pubblicata a Londra dal Metropolis International.

## Storia
La prima edizione fu prodotta nel 1896. Originariamente nominata The Builder's Journal e Architectural Recorder, dal 1906 al 1910 era conosciuta come The Builder's Journal e Architectural Engineer, e divenne quindi The Architects and Builder's Journal dal 1911 fini al 1919, anno in cui è stato dato il suo nome corrente.
Nell'ottobre 2015, il proprietario del titolo Top Right Group ha annunciato che avrebbe smesso di produrre edizioni cartacee e che, nei prossimi 12-18 mesi, tutti i titoli, incluso il Diario degli architetti sarebbero diventati solo digitali. Nel dicembre 2015 Top Right Group ha cambiato il nome di Ascential, che, a gennaio 2017, ha annunciato l'intenzione di vendere 13 titoli tra cui Architects Journal. I marchi sono stati acquistati da Metropolis International Ltd (titolare del titolo della Property Week dal 2013) in un accordo da 23,5 milioni di sterline, annunciato il 1 ° giugno 2017.
Nel giugno 2012, la rivista ha avuto una tiratura di 6.714. Tre anni dopo (giugno 2015), questa cifra era salita leggermente a 6.817.